# Hakon Børresen

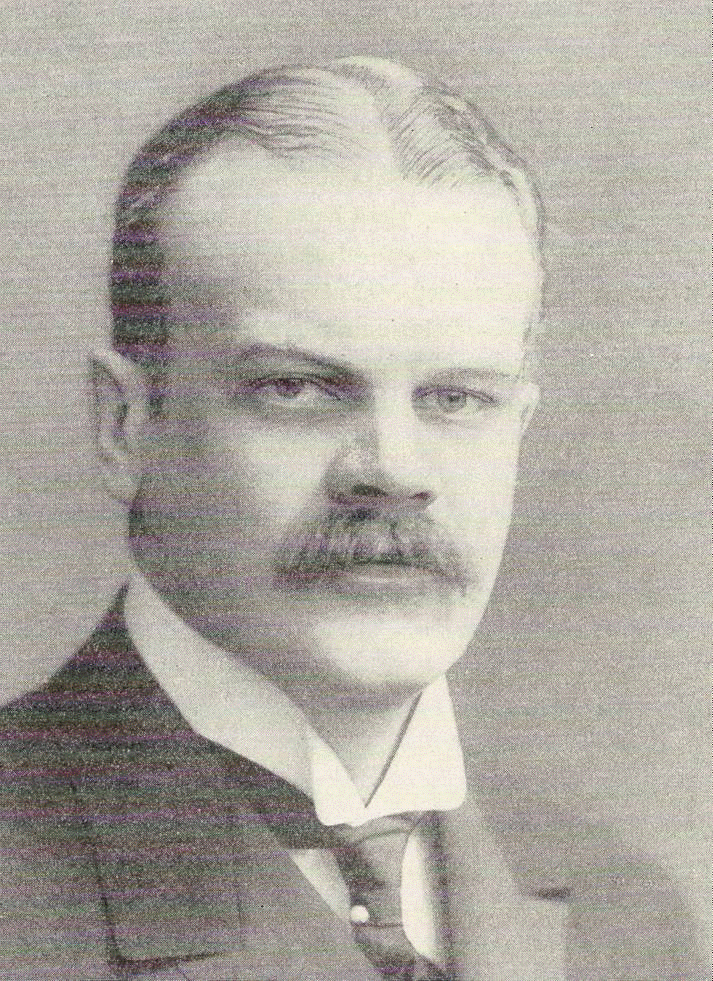
Hakon Børresen

Axel Ejnar Hakon Børresen (* 2. Juni 1876 in Kopenhagen; † 6. Oktober 1954 ebenda) war ein dänischer Komponist.

## Leben
Børresen entstammte einer Kaufmannsfamilie und erhielt in seiner Jugend Klavier-, Violin-, Violoncello- und Musiktheorieunterricht. Auf seinen Wunsch hin, Komponist zu werden, verlangte sein Vater ein Urteil von kompetenter Seite, weshalb Børresen 1895 Johan Svendsen seine Aufwartung machte. Dieser zeigte sich überzeugt von Børresens Talent. Es folgten Privatstunden, die 1901 mit der Uraufführung von Børresens erster Symphonie endeten. Für dieses Werk erhielt der junge Komponist das Anckersche Legat. Das folgende Jahr verbrachte er in Deutschland, Frankreich und Belgien, wo er mannigfaltige Beziehungen knüpfte. Ab 1902 lebte Børresen freischaffend in Kopenhagen und Skagen, wo er eine Zweitwohnung besaß. Besonders verdient machte er sich als Organisator von Musikfesten und als Vorsitzender des Dänischen Komponistenverbandes, ein Amt, das er von 1924 bis 1949 innehatte. Außerdem beteiligte er sich 1935 an der Gründung des Dänischen Musikrats und wurde dessen erster Vorsitzender. Børresen starb als eine der geachtetsten Persönlichkeiten des dänischen Musiklebens.

## Tonsprache
Børresen ist stilistisch voll und ganz der Spätromantik verpflichtet; neuere Tendenzen hatten auf sein Schaffen keinerlei Einfluss. Seine Inspiration nahm er häufig aus Bildern und Stimmungen der dänischen Natur, sodass viele seiner Werke einen deutlich nationalen Tonfall aufweisen. Vor allem zu Beginn seiner Laufbahn war er noch stark von Tschaikowski und seinem Lehrer Svendsen geprägt. Besonders auffällig ist Børresens natürlich fließende Melodik und die wirkungsvolle Instrumentation. Auch sind seine Werke durch eine frische, kraftvoll-optimistische Grundstimmung geprägt. Insgesamt wirkt seine Musik zwar leicht anachronistisch, doch überzeugt sie den Hörer durch ihre Frische, Volkstümlichkeit und Unmittelbarkeit des Ausdrucks. Heute wird Børresen allerdings nur wenig beachtet.

## Werke
- Orchesterwerke
  - Symphonie Nr. 1 c-moll op. 3 (1900)
  - Symphonie Nr. 2 A-Dur op. 7 „Das Meer“ (1904)
  - Symphonie Nr. 3 C-Dur op. 21 (1925/26)
  - Violinkonzert G-Dur op. 11 (1904)
  - „Die Normannen“, Konzertouvertüre op. 16 (1912, rev. 1935)
  - Serenade C-Dur für Horn, Streicher und Pauken (1944)
  - „Nordische Volksmelodien“ für Streichorchester (1949)
- Vokalwerke
  - „Der königliche Gast“, Oper (1919)
  - „Kaddara“, Oper (1921)
  - Lieder
  - Chöre
- Andere Bühnenwerke
  - „Tycho Brahes Traum“, Ballett (1924)
  - Bühnenmusiken
- Kammermusik
  - Streichquartett Nr. 1 e-moll op. 20 (1913)
  - Streichquartett Nr. 2 c-moll (1939)
  - Streichsextett G-Dur op. 5 (1901)
  - Violinsonate a-moll op. 9 (1907)
  - Romanze für Violoncello und Klavier D-Dur op. 4 (1902)
- Klaviermusik
  - kleinere Stücke